# Campionati del mondo di ciclismo su strada 2019 - Gara in linea maschile Elite
La gara in linea maschile Elite dei Campionati del mondo di ciclismo su strada 2019 si svolse il 29 settembre 2019 con partenza da Leeds ed arrivo a Harrogate, nel Regno Unito, su un percorso totale di 260,7 km. La vittoria fu appannaggio del danese Mads Pedersen, il quale terminò la gara in 6h27'28" alla media di 40,37 km/h, precedendo l'italiano Matteo Trentin e lo svizzero Stefan Küng.
Al traguardo di Harrogate 46 ciclisti, su 197 partiti da Leeds, portarono a termine la competizione.

## Squadre e corridori partecipanti
| N.      | Cod. | Squadra     |
| ------- | ---- | ----------- |
| 1-9     | ESP  | Spagna      |
| 10-17   | BEL  | Belgio      |
| 18-25   | FRA  | Francia     |
| 26-33   | ITA  | Italia      |
| 34-41   | NLD  | Paesi Bassi |
| 42-48   | COL  | Colombia    |
| 49-56   | DEU  | Germania    |
| 57-64   | SVN  | Slovenia    |
| 65-72   | AUS  | Australia   |
| 73-80   | DNK  | Danimarca   |
| 81-86   | GBR  | Regno Unito |
| 87-92   | NOR  | Norvegia    |
| 93-98   | POL  | Polonia     |
| 99-104  | CHE  | Svizzera    |
| 105-110 | AUT  | Austria     |
| 111-116 | IRL  | Irlanda     |
| 117-122 | RUS  | Russia      |
| 123-127 | KAZ  | Kazakistan  |
| 128-131 | RSA  | Sudafrica   |
| 132-137 | CZE  | Rep. Ceca   |
| 138-143 | CAN  | Canada      |

| N.      | Cod. | Squadra       |
| ------- | ---- | ------------- |
| 144-148 | POR  | Portogallo    |
| 149-152 | ECU  | Ecuador       |
| 153-156 | SVK  | Slovacchia    |
| 157-160 | ERI  | Eritrea       |
| 161-164 | USA  | Stati Uniti   |
| 165-168 | NZL  | Nuova Zelanda |
| 169-172 | EST  | Estonia       |
| 173-176 | LUX  | Lussemburgo   |
| 177-179 | LAT  | Lettonia      |
| 180-181 | BLR  | Bielorussia   |
| 182     | UKR  | Ucraina       |
| 183     | ROU  | Romania       |
| 184-185 | GRC  | Grecia        |
| 186-187 | HUN  | Ungheria      |
| 188     | CRC  | Costa Rica    |
| 189-190 | SWE  | Svezia        |
| 191-192 | LTU  | Lituania      |
| 193-194 | JPN  | Giappone      |
| 195     | ARG  | Argentina     |
| 196     | HRV  | Croazia       |
| 197     | NAM  | Namibia       |

## Ordine d'arrivo (Top 10)
| Pos. | Corridore          | Squadra    | Tempo    |
| ---- | ------------------ | ---------- | -------- |
| 1    | Mads Pedersen      | Danimarca  | 6h27'28" |
| 2    | Matteo Trentin     | Italia     | s.t.     |
| 3    | Stefan Küng        | Svizzera   | a 2"     |
| 4    | Gianni Moscon      | Italia     | a 17"    |
| 5    | Peter Sagan        | Slovacchia | a 43"    |
| 6    | Michael Valgren    | Danimarca  | a 45"    |
| 7    | Alexander Kristoff | Norvegia   | a 1'10"  |
| 8    | Greg Van Avermaet  | Belgio     | s.t.     |
| 9    | Gorka Izagirre     | Spagna     | s.t.     |
| 10   | Rui Costa          | Portogallo | s.t.     |